# Lezbijka do mature
LGBT-ovski žargonski izrazi lezbijka do diplome (lesbian until graduation, LUG), homoseksualac do diplome (gay until graduation, GUG) i biseksualci do diplome (bisexual until graduation, BUG) koriste se za opisivanje žena prvenstveno srednjoškolske ili fakultetske dobi za koje se pretpostavlja da eksperimentiraju ili usvajaju privremeni lezbijski ili biseksualni identitet. Izraz sugerira da će žena na koju se primjenjuje u konačnici usvojiti strogo heteroseksualni identitet.

## Upotreba
U članku iz 1999. u časopisu Seattle Weekly, A. Davis povezala je svoje eksperimentiranje s istospolnim vezama i kako je kao rezultat toga doživjela neprijateljstvo lezbijskih prijatelja koji su vršili pritisak na nju da se identificira kao biseksualna, uključujući jednog prijatelja koji ju je na to nagovarao tako i kao politička izjava, unatoč činjenici da se Davis identificira kao heteroseksualac koji je samo kratko eksperimentirao sa ženama. Davis je tvrdio da su žene koje su imale istospolne veze više prilagođene LGBT problemima i vjerojatnije da će se suprotstaviti diskriminaciji. Također je tvrdila da ako isti stavovi  primijenjeni na muškarce koji su eksperimentirali s homoseksualnošću, to bi promoviralo veće prihvaćanje LGBT zajednice.

## Poveznice
- Bifobija
- Klasa S (žanr)
- Brak mješovite orijentacije

## Vanjske poveznice
- Sohn, Amy (February 10, 2003). "Bi For Now". New York Magazine.
- Lewin, Tamar (March 17, 2011). "Study Undercuts View of College as a Place of Same-Sex Experimentation". The New York Times.
- Lewin, Tamar (September 16, 2005). "Nationwide Survey Includes Data on Teenage Sex Habits". The New York Times.
- "More women experimenting with bisexuality"  Arhivirana inačica izvorne stranice od 25. veljače 2017. (Wayback Machine). MSNBC/Associated Press.
- Clark, Jessica (May 30, 2007). "Bisexual healing". Metro Times. Detroit, Michigan.
- "The Vagina Dialogues"  Arhivirana inačica izvorne stranice od 4. listopada 2012. (Wayback Machine). Phoenix New Times.
- Baumgardner, Jennifer (October 9, 2007). "Lesbian After Marriage". The Advocate.
- Donaldson James, Susan (August 16, 2007). "Young Women Defy Labels in Intimacy With Both Sexes". ABC News.